# Югославские левые
«Югославские левые» (ЮЛ, серб. Југословенска левица / Jugoslovenska levica, ЈУЛ / JUL) — югославская и сербская политическая партия демосоциалистического, неокоммунистического и националистического толка, существовавшая в 1994—2010 годах. Младший партнёр Социалистической партии Сербии и Демократической партии социалистов Черногории в «Левой коалиции».
Основателем и лидером ЮЛ всё время её существования (сначала де-факто, далее и де-юре) была Мира Маркович, супруга Слободана Милошевича.

## История
ЮЛ была основана 23 июля 1994 года в результате объединения партий-членов одноимённой коалиции (в которую входили Союз коммунистов — Движение за Югославию и 19 малочисленных левых организаций) после поражения на парламентских выборах (где она получила 35 тыс. голосов, не пройдя в парламент), с целью консолидации левых сил в условиях значительного спада их популярности после развала социалистического лагеря, СССР и Югославии. 
Новую партию возглавила супруга действующего Президента Сербии Слободана Милошевича Мирьяна Маркович, первоначально занимавшая должность председателя Дирекции. Первый съезд «Югославских левых» состоялся 24—25 марта 1995 года в белградском «Сава-центре», на котором её формальным лидером был избран театральный режиссер Любиша Ристич — деятель антивоенного движения. Одной из причин создания партии являлось изменение политики Милошевича относительно постюгославского пространства с отказом от жёсткой линии (которую поддерживал СК—ПЮ), а также стремление нового «среднего класса» легализоваться и получить доступ к политике. ЮЛ унаследовала от СК—ПЮ его электоральную базу (рабочих, крестьян, часть нового «среднего класса», а также госслужащих и военнослужащих Армии Югославии, особенно офицерский состав). В партии также состояло значительное количество югославских и сербских чиновников. Владимир Штамбук, один из идеологов «Югославских левых», говорил: «ЮЛ — это движение, которое стремится объединить левых, поэтому в этом отношении мы не делаем большого различия между социал-демократами, социалистами, зелёными». При этом ЮЛ старались дистанцироваться (в отличие от СК—ПЮ) от личности Иосипа Броза Тито.
Идеологически ЮЛ позиционировала себя, как партия всех «левых и прогрессивных сил, считающих, что общий интерес всегда выше частного», а в качестве своих международных партнёров видела Коммунистическую партию Китая, Коммунистическую партию Кубы, Трудовую партию Кореи, а также крайне левые партии и политические движения Европы. Противники режима Милошевича называли «Югославских левых» «филиалом Коммунистической партии Китая в Югославии».
В отличие от своих политических союзников — Социалистической партии Сербии (СПС) и Демократической партии социалистов Черногории (ДПСЧ) — «Югославские левые» являлись партией федерального масштаба и имели свои отделения как в Сербии, так и в Черногории. Тем не менее, де-факто сколь-нибудь заметное влияние ЮЛ имела только в Сербии, где выступала неизменным партнёром СПС на парламентских выборах. Политическое влияние ЮЛ в Черногории было минимальным — наилучшим электоральным результатом, которым партия достигла в этой республике (в составе «Патриотической коалиции за Югославию» с Народной социалистической партией Черногории и Партией сербских радикалов (черногорским отделением СРС)), являлись 3% голосов, полученных на парламентских выборах 2002 года.
В 1996 году ЮЛ вместе с СПС, ДПСЧ и партией «Новая демократия» выступила сооснователем «Левой коалиции», в составе которой одержала победу на состоявшихся годом позже парламентских выборах в Сербии (110 мест в Народной скупщине, 20 из которых достались «Югославским левым») и получила 5 постов во втором правительстве Мирко Марьяновича. Также ЮЛ победили на местных выборах в Бабушнице и Црна Траве, деревнях на юге Сербии. Представители ЮЛ принимали участие в переговорах между сербскими и черногорскими властями в 1999 году о возможном пересмотре взаимоотношений между республиками в СРЮ, партия активно критиковала противников сохранения СРЮ и выступала за цензуру СМИ.
Перед президентскими выборами 2000 года ЮЛ вместе с СПС и Социалистической народной партией Черногории (проюгославский откол от ДПСЧ, возглавляемый её бывшим лидером Момиром Булатовичем) поддерживали кандидатуру Слободана Милошевича и критиковали кандидата от оппозиционной коалиции «Демократическая оппозиция Сербии» Воислава Коштуницу, обвиняя его в поддержке НАТО и одобрении агрессии против СРЮ. Во время «бульдозерной революции» многие отделения ЮЛ (включая её штаб-квартиру) были разгромлены протестующими, что (вкупе с отстранением СПС от власти) нанесло значительный удар по материальному и численному состоянию партии, многие члены партии были арестованы и подвергнуты преследованиям, партию лишили доступа к СМИ. На парламентских выборах после свержения Милошевича ЮЛ шла отдельно от СПС и получила всего 14 324 голосов избирателей (0,38 %).
На втором съезде партии, прошедшем в Крагуеваце 6 апреля 2002 года, председателем ЮЛ была избрана Мира Маркович. ЮЛ одобрила предложение находящегося в заключении Милошевича — поддержать на президентских выборах в сентябре лидера радикалов Воислава Шешеля.
После преобразования СРЮ в конфедеративный Государственный союз Сербии и Черногории, ЮЛ лишилась какого-либо влияния на федеральном уровне. По мнению Миры Маркович, в 2003 году партия всё ещё объединяла часть интеллигенции и молодёжи, продолжая функционировать.
На выборах в Народную скупщину Сербии 2003 года «Югославские левые» получили только 0,1% голосов. Спустя 3 года Социалистическая партия Сербии (после ареста Милошевича и выдачи его МТБЮ возглавляемая либерально и прозападно настроенным Ивица Дачичем) начала сближение с правящими Демократической партией и Демократической партией Сербии, разорвав связи с ЮЛ.
12 апреля 2010 года «Югославские левые» были распущены.

## Электоральные результаты

### Выборы вНародную скупщинуСербии
| Год  | Голосов   | %      | Мандатов  | +/-  | Коалиция         | Статус         |
| ---- | --------- | ------ | --------- | ---- | ---------------- | -------------- |
| 1997 | 1 418 036 | 34,26% | 20 из 250 | ▲ 20 | «Левая коалиция» | В коалиции     |
| 2000 | 14 324    | 0,38%  | 0 из 250  | ▼ 20 |                  | Вне парламента |
| 2003 | 3 771     | 0,09%  | 0 из 250  | ▬ 0  |                  | Вне парламента |

### Выборы вСкупщинуЧерногории
| Год  | Голосов | %     | Мандатов | +/- | Коалиция                               | Статус         |
| ---- | ------- | ----- | -------- | --- | -------------------------------------- | -------------- |
| 1996 | 1 668   | 0,55% | 0 из 250 | ▬ 0 |                                        | Вне парламента |
| 1998 | 345     | 0,10% | 0 из 250 | ▬ 0 |                                        | Вне парламента |
| 2001 | 190     | 0,05% | 0 из 250 | ▬ 0 |                                        | Вне парламента |
| 2002 | 9 911   | 2,84% | 0 из 250 | ▬ 0 | «Патриотическая коалиция за Югославию» | Вне парламента |